# Et Folkesagn
Et Folkesagn er en romantisk ballet i tre akter skabt af den danske koreograf og balletmester August Bournonville til Den Kongelige Ballet i 1854. Den foregår i Jylland i 1500-tallet og handler om de to forbyttede piger bjergpigen Hilda, der bor hos troldene men er et forbyttet menneske, og adelsfrøkenen Birthe, der er forlovet med Junker Ove men i virkeligheden er en trold. Historien slutter med, at de finder tilbage til deres respektive verdener, og Hilda bliver gift med Junker Ove.
Musikken til balletten er skrevet af to forskellige komponister. Niels W. Gade skrev musikken til første og tredje, mens J.P.E. Hartmann skrev musikken til andet akt. Niels W. Gades brudevals, der traditionelt danses ved bryllupper i Danmark, er komponeret til Et Folkesagn.
Balletten regnes som et af Bournonvilles hovedværker og har siden premieren været opført i ubrudt tradition på Det Kongelige Teater. I 1991 havde Det Kongelige Teater repremiere på balletten med kostumer og scenografi af Dronning Margrethe.
Balletten er filmatiseret i 1908 ved Nordisk Films produktion af samme navn.
| Pied sur la pointe | Spire Denne artikel om ballet er en spire som bør udbygges. Du er velkommen til at hjælpe Wikipedia ved at udvide den. |